# Josif Printezis
Josif Printezis (Poseidonia, 6 febbraio 1970) è un arcivescovo cattolico greco, dal 25 gennaio 2021 arcivescovo metropolita di Nasso, Andro, Tino e Micono ed amministratore apostolico di Chio.

## Biografia
Josif Printezis è nato il 6 febbraio 1970 a Poseidonia, isola di Siro e diocesi di Sira, durante il periodo di Dittatura dei colonnelli (oggi Repubblica Ellenica). Figlio di Maria ed Antonios Printezis, ha due fratelli e due sorelle: Anna, Nikolaos, Anargyros e Flora.

### Formazione e ministero sacerdotale
Ha vissuto a Vissa e Poseidonia, dove ha compiuto l'istruzione primaria, frequentando poi il ginnasio ed il liceo a Siro. Nel 1987, all'età di diciassette anni, si è trasferito negli Stati Uniti d'America per studiare al Seminario teologico "San Giovanni Evangelista" di Boston per conseguire gli studi filosofici e teologici. Nel 1991 si è laureato con lode presso il Seminario dopo aver consegnato una tesi sulla maieutica di Platone e nel 1995 ha conseguito il master in teologia con specializzazione in diritto canonico.
Ha ricevuto l'ordinazione sacerdotale il 15 luglio 1995 incardinandosi, venticinquenne, come presbitero della diocesi di Sira. Dopo l'ordinazione ha servito nella parrocchia di Pago fino al 1999 e di Danakos fino al 2016; inoltre Francis Papamanolis lo ha nominato segretario per la diocesi di Sira, incarico svolto fino al 2006. È stato impegnato nella pastorale giovanile e nel comitato sinodale per il culto divino. Dal 1999 al 2004 è stato vicario nelle parrocchie di Agios Georgios ed Ano Syros, dal 2004 al 2016 nella parrocchia di Vari, dal 2014 al 2016 nella Parrocchia di Vissa, e dal 2016 nelle parrocchie della cattedrale di Agios Georgios ed Agios Sebastianos.
Nel 1997 è stato nominato giudice presso il Tribunale ecclesiastico secondario di Grecia, divenendo anche insegnante in diverse scuole pubbliche (primarie, licei, all'EPAL e al liceo generale) nel 2001, membro del Comitato sinodale per la famiglia e la tutela della vita nel 2014, dal 2017 parroco della Cattedrale di San Giorgio ad Ermopoli e presidente del Comitato sinodale per il culto divino nel 2019, tutti incarichi svolti fino alla promozione all'episcopato.

### Ministero episcopale
Il 25 gennaio 2021 papa Francesco lo ha nominato, quasi cinquantunenne, arcivescovo metropolita di Nasso, Andro, Tino e Micono ed amministratore apostolico di Chio; in entrambi gli incarichi è succeduto al settantanovenne Nikólaos Printezis, dimissionario per raggiunti limiti d'età. Ha ricevuto la consacrazione episcopale il 23 maggio seguente, nella cattedrale di Nostra Signora del Rosario a Xinara, dall'arcivescovo Nikólaos Printezis, coconsacranti l'arcivescovo Sevastianos Rossolatos e il vescovo Petros Stefanou. Durante la stessa celebrazione ha preso possesso dell'arcidiocesi.

## Stemma

### Blasonatura
D'azzurro calzato di argento alle 3 onde dello stesso sormontate da un pellicano nella sua pietà d'argento imbeccato al naturale e sanguinoso di rosso e da 8 stelle a otto raggi d'oro poste in fascia sul capo; nel 1º al giglio al naturale fogliato di 7 pezzi, posto in banda; nel 3º al giglio al naturale fogliato di 7 pezzi, posto in sbarra.

### Spiegazione
Lo stemma di monsignor Printezis mette in evidenza il rapporto che lega l'arcivescovo con la sua Chiesa locale, attraverso una specifica simbologia araldica.
In particolare, nello scudo sono presenti: 2 gigli, 8 stelle, la pietà del pellicano e 3 onde argentate.
- I 2 gigli rappresentano la Vergine Maria, a cui è dedicata la cattedrale di Tino, e San Giuseppe, patrono dell'arcivescovo, ma ricorda anche che monsignor Printezis è stato consacrato arcivescovo nell'anno giubilare dedicato al Santo.

- Le 8 stelle ricordano il numero delle isole sulle quali si estende l'arcidiocesi.

- Le 3 onde argentate sono un riferimento al Mar Egeo che circonda il territorio diocesano.

- La pietà del pellicano, raffigurata da un pellicano che si ferisce il petto per nutrire i suoi piccoli, ricorda che Cristo ha tanto amato l'umanità da versare il proprio sangue per la sua salvezza.

### Motto
Il motto episcopale scelto da monsignor Printezis è: "ἐμοὶ γὰρ τὸ ζῆν Χριστὸς" (Emoi gar to zēn Christos), che tradotto dal greco significa "Per me infatti il vivere è Cristo".

Le parole sono tratte dalle parole di San Paolo nella lettera ai Filippesi in cui è scritto: 

## Genealogia episcopale
La genealogia episcopale è:
- Cardinale Scipione Rebiba
- Cardinale Giulio Antonio Santori
- Cardinale Girolamo Bernerio, O.P.
- Arcivescovo Galeazzo Sanvitale
- Cardinale Ludovico Ludovisi
- Cardinale Luigi Caetani
- Cardinale Ulderico Carpegna
- Cardinale Paluzzo Paluzzi Altieri degli Albertoni
- Papa Benedetto XIII
- Papa Benedetto XIV
- Papa Clemente XIII
- Cardinale Marcantonio Colonna
- Cardinale Giacinto Sigismondo Gerdil, B.
- Cardinale Giulio Maria della Somaglia
- Cardinale Carlo Odescalchi, S.I.
- Vescovo Eugène de Mazenod, O.M.I.
- Cardinale Joseph Hippolyte Guibert, O.M.I.
- Cardinale François-Marie-Benjamin Richard
- Cardinale Pietro Gasparri
- Arcivescovo Angelo Rotta
- Arcivescovo Giovanni Francesco Filippucci
- Vescovo Georges Xenopulos, S.I.
- Arcivescovo Ioánnis Perrís
- Arcivescovo Nikólaos Printezis
- Arcivescovo Josif Printezis